# Асен Дудов
Асен Петков Дудов е български лекар, онколог, професор, председател на Българското онкологично научно дружество, медицински директор на Аджибадем Сити Клиник УМБАЛ Младост и началник на Клиниката по Медицинска онкология.

## Биография
Проф. д-р Асен Дудов има две висши образования: хуманна медицина с квалификационната степен „магистър“ и икономика с квалификационната степен „магистър“ по специалността „здравен мениджмънт“ от УНСС в София). Придобива три клинични специалности: вътрешни болести (1998 г.), онкология (2001 г.) и клинична фармакология (2004 г). Придобива образователна и научна степен „доктор“ в 2003 година по научната специалност „фармакология“. Избран е за старши научен сътрудник втора степен (2004 г.) по научната специалност „Фармакология“. Общият му трудов стаж е 31 г. и е свързан със специалността онкология, респ. медицинска онкология (химиотерапия). В периода 1989 г. – 2011 г. изпълнява длъжността медицински онколог (химиотерапевт) към Национален онкологичен център – МА и Столичен онкологичен диспансер, като последователно заема следните длъжности – лекар-ординатор, завеждащ отделение по химиотерапия, директор на лечебното заведение, доцент. От 2011 г. до 2015 г. е началник на Клиниката по Медицинска онкология, УМБАЛ „Царица Йоанна – ИСУЛ“. Избран за професор – 2011 година. От 2015 г. е медицински директор и началник на Клиниката по Медицинска онкология, Аджибадем Сити Клиник УМБАЛ Младост. От 2007 г. до 2019 г. е национален консултант по медицинска онкология. От 2016 г. до 2017 г. е председател на Комисията за оценка на здравните технологии към Министерство на здравеопазването. Председател е на Българско онкологично научно дружество (БОНД).